# Unicorns of Love
A Unicorns of Love (gyakran UOL-nek rövidítve) berlini székhelyű e-sport-csapat, amely a European League of Legends Championship Seriesben (EU LCS), az európai profi League of Legends-bajnokság legfelsőbb szintjén versenyez. A csapatot 2013. augusztus 15-én alapította a dzsungeles Fabian „Sheepy” Mallant, a felső ösvényen játszó Kiss „Vizicsacsi” Tamás, Zdravec Iliev „Hylissang” Glbov támogatójátékos, Pontus „Vardags” Dahlblom lövész és a középső ösvényen játszó Tóth „Kußu” Viktor. 2014 nyarán a Challenger Seriesben játszottak, az alapszakaszban kétszer is az 5–8. helyet érték el. A rajongók választása alapján az Intel Extreme Masters Season IX – San Jose versenyre is kikerültek, ahol meglepetésre a második helyen végeztek a Cloud9 mögött. A következő év tavaszán felkerültek a Championship Seriesbe, ahol tavasszal az ötödik, míg nyáron a negyedik helyezést érték el. A 2016 tavaszi szezonban az ötödik, míg a nyáriban a hatodik helyen végeztek. 2016 novemberében történelmük során először nyertek meg egy elsőrendű versenyt, az Intel Extreme Masters Season XI – Oaklandet.
A csapat játékára jellemző az innováció és kiszámíthatatlanság, illetve a trendekkel szembemenő, a metajátékba nem illő hősválasztás. Ezzel, egyedei nevükkel, illetve egykori menedzserük, Romain „Khagneur” Bigeard különcségével rövid idő alatt jelentős rajongótábort építettek ki.

## Története

### 2014-es szezon
A csapatot 2013. augusztus 15-én alapította Fabian „Sheepy” Mallant, Kiss „Vizicsacsi” Tamás, Zdravec Iliev „Hylissang” Glbov, Pontus „Vardags” Dahlblom és Tóth „Kußu” Viktor (később „Xodiaz”). Az alakulat tulajdonosa Sheepy édesapja, Jos „UOLdad” Mallant. A „Unicorns of Love” (A szerelem egyszarvúi) névre azért esett a választásuk, mivel ha kikapnak az a nevükből ítélve nem lenne meglepő, viszont ha nyernek egy nagyobb csapat ellen, az a furcsa nevük miatt még jobban felhívná rájuk a figyelmet. Ha nem Unicorns of Love lett volna a nevük, akkor valószínűleg a „Rainbow Bunny Lovers” (Szivárványnyuszi-imádók) nevet választották volna. 2014 elején számos heti ESL Go4LoL-versenyt megnyertek a nyugat-európai szerveren. Első másodrendű és egyben az első offline LAN-versenyüket, az Insomnia51-et megnyerték, de a Black Monster Cup Europe Summerön a harmadik, valamint a Dailymotion Challenger Cupon és a Black Monster Cup Europe Fallon is a második helyezést értek el. A 2014 tavaszi Challenger Series első felvonásában a második körben kiestek az Eyes on U csapattal szemben. 2015. május 15-én Xodiazt Tristan „PowerOfEvil” Schrage váltotta, majd Sheepy visszalépett vezetőedzőnek és a dzsungeles Daniel „Dan” Hockley és a középső ösvényen játszó Taner „Aniki” Orta csatlakozott a csapathoz. A nyári Challenger Series első fordulójában a negyeddöntőben estek ki a Ninjas in Pyjamas csapattal szemben. A Unicorns of Love a ponttáblázat szerint holtversenyben a hatodik helyen végzett a Playing Ducks csapattal. A tie-breaket a Unicorns of Love nyerte 2:0-ra, így kvalifikálták magukat a nyári rájátszásra. A rájátszásban Dan helyét ideiglenesen Berk „Gilius” Demir vette át, a csapat végül az elődöntőben esett ki a H2k-Gaminggel szemben. A bronzmérkőzésen legyőzték a Ninjas in Pyjamast, ezzel biztosítva a helyüket a Spring Promotionön. Augusztus 24-én Gilius átvette Dan helyét, aki inkább az iskolai tanulmányaira akart összpontosítani. A csapat a Spring Promotion bajnokságot megnyerve felkerült a 2015-ös EU LCS-be. 2014. szeptember 24-én Gilius helyére Mateusz „Kikis” Szkudlarek állt.

### 2015-ös szezon
A rajongók szavazásai alapján, nem kis részben a furcsa nevüknek köszönhetően a 2015-ös IEM San Jose-ra az európai csapatok közül a Unicorns of Love kerülhetett ki, ahol meglepetésre a második helyezést érték el, a döntőben a Cloud9-nal szemben maradtak alul. 2015 januárjában Jérémy „Eika” Valdenaire, míg májusában Jakub „Kubon” Turewicz cserejátékosként csatlakozott a csapathoz, előbbi 2015 júniusában ki is lépett. A Unicorns of Love a 2015 Spring European League of Legends Championship Series alapszakaszát az ötödik helyen végezte, a rájátszásban a második helyig jutott. A Unicorns of Love volt az LCS történelmének első olyan csapata, mely a rájátszás elődöntőjében el tudott verni egy náluk nagyobb helyen kiemelt csapatot, az SK Gaminget. Kikist 2015 júliusában lecserélték, helyét Gilius vette át, illetve Cso „H0R0” Dzsehvan és Karim „Airwaks” Benghalia cserejátékosként csatlakozott a csapathoz. A 2015 Summer European League of Legends Championship Seriesen a negyedik helyezést érték el, így bejutottak a rájátszásba. A rájátszás előtt Gilius és H0R0 pozíciót cserélt. A rájátszásban az elődöntőben estek ki a Fnatickal szemben. A világbajnokság európai selejtezőjében egészen a döntőig jutottak, ahol azonban elsöprő 3:0-s vereséget szenvedtek az Origennel szemben. Szeptemberben Kikis kilépett a csapatból, helyére csereként Pontus „Vardags” Dahlblom állt. Novemberben H0R0, PowerOfEvil és Vardags is kilépett a csapatból, Gilius kezdőjátékos lett, míg Hampus „Fox” Myhre és Pierre „Steelback” Medjaldi csatlakozott a csapathoz. 2015 decemberében Gilius helyére Danyil „Diamondprox” Resetnyikov állt.

### 2016-os szezon
A Fnatic visszalépése miatt ismét megmérkőzhettek a IEM San Jose-versenyen, ahol a Counter Logic Gaminggel szemben kaptak ki a negyeddöntőben. 2016. január 5-én Airwaks átigazolt a Team Roccat csapatához. Két nappal később H0R0 és Victor „Critbud” Etlar Eriksen csereként csatlakozott a csapathoz, Kubon pedig távozott. 2016 januárjában kiderült, hogy Diamondprox vízuma nem érvényes, így a csapatnak rendkívül gyorsan, kevesebb mint négy nap alatt kellett valakit a helyére találni. 2016. január 27-től a Milleniumtól kölcsönkért Charly „Djoko” Guillard cserejátékosként játszott a csapatban. Djoko helyére 2016. február 3-án Rudy „Rudy” Beltran érkezett, aki három hetet töltött el a Unicorns of Love színeiben, azonban mivel nem tudott beilleszkedni a csapatba ezért megváltak tőle. 2016. február 22-én Rudy helyére a H2k-Gaminggel a világbajnokságot is megjáró Jean „loulex” Burgevin állt. 2016. április 24-én Diamondprox kilépett a csapatból. akit május 3-án Steelback, 12-én loulex és 16-án Fox követett. Ezek után úgy döntöttek, hogy Vizicsacsi és Hylissang körül formálják újra a csapatot, végül a dzsungelpozícióban játszó Kang „Move” Minszura, a középső ösvényen játszó Fabian „Exileh” Schubertre és Kim „Veritas” Gjongmin lövészre esett a választásuk. Novemberben Critbud és H0R0 cserejátékosokat Audrey „AudreyLaSapa” Coënt és Alekszandr Iliev „Uby” Glbov, Hylissang ikertestvére váltotta. A 2016-os tavaszi szezont az ötödik helyen zárták, a rájátszásban viszont az első körben kiestek az Origennel szemben. A nyári szezonban a hatodik helyet érték el, míg a rájátszásban a negyediket. 2016 augusztusa körül Uby kilépett a csapatból. A világbajnokság európai selejtezőjében ismét a döntőig jutottak, ahol azonban 2:3-ra legyőzte őket a Splyce. 2016. november 20-án megnyerték az Intel Extreme Masters Season XI – Oaklandet, így kijutottak a 2017 februárjában megrendezésre kerülő Intel Extreme Masters Season XI – World Championshipre. 2016. november 26-án bejelentették, hogy Move szerződését nem hosszabbítják meg, helyére Andrei „Xerxe” Dragomir állt. 2017. január 4-én bejelentették, hogy Veritas nem szeretne tovább Európában versenyezni, helyére Samuel Fernández „Samux” Fort állt. A 2017-es szezon előtt Uby ismét támogatócsereként csatlakozott a csapathoz.

### 2017-es szezon
2017. február 25-én az IEM XI World Championship első körében kikaptak G2 Esportsszal szemben. A tavaszi alapszakasz B csoportját 11 győzelemmel és 2 vereséggel az élen zárták, a rájátszásban a döntőig jutottak, ahol azonban a G2 Esports 3:1 arányban legyőzte őket. Az alapszakasz legjobb újoncának Xerxét, míg legjobb játékosának Vizicsacsit választották, aki az összesített legjobb csapatba is bekerült. Az MSI 2017 MVP-jének is megválasztották.

## Tagjai
| Nemzetiség    | ID           | Név                    | Pozíció        |
| ------------- | ------------ | ---------------------- | -------------- |
| Finnország    | WhiteKnight  | Matti Sormunen         | felső ösvény   |
| Dánia         | Kold         | Jonas Andersen         | dzsungel       |
| Németország   | Exileh       | Fabian Schubert        | középső ösvény |
| Spanyolország | Samux        | Samuel Fernández Fort  | lövész         |
| Dél-Korea     | Totoro       | Un Dzsongszop          | támogató       |
| Franciaország | AudreyLaSapa | Audrey Coënt           | csere/támogató |
| Bulgária      | Uby          | Alekszandr Iliev Glbov | csere/támogató |

### Korábbi tagjai
| Nemzetiség         | ID          | Név                  | Pozíció              |
| ------------------ | ----------- | -------------------- | -------------------- |
| Bulgária           | Hylissang   | Zdravec Iliev Glbov  | támogató             |
| Románia            | Xerxe       | Andrei Dragomir      | dzsungel             |
| Magyarország       | Vizicsacsi  | Kiss Tamás           | felső ösvény         |
| Dél-Korea          | Veritas     | Kim Gjongmin         | lövész               |
| Dél-Korea          | Move        | Kang Minszu          | dzsungel             |
| Dél-Korea          | H0R0        | Cso Dzsehvan         | csere/dzsungel       |
| Dánia              | Critbud     | Victor Etlar Eriksen | lövész               |
| Svédország         | Fox         | Hampus Myhre         | középső ösvény       |
| Franciaország      | loulex      | Jean Burgevin        | dzsungel             |
| Franciaország      | Steeelback  | Pierre Medjaldi      | lövész               |
| Oroszország        | Diamondprox | Danyil Resetnyikov   | dzsungel             |
| Svédország         | Rudy        | Rudy Beltran         | dzsungel             |
| Lengyelország      | Kubon       | Jakub Turewicz       | csere/felső ösvény   |
| Svájc              | Airwaks     | Karim Benghalia      | csere/dzsungel       |
| Németország        | Gilius      | Berk Demir           | dzsungel             |
| Svédország         | Vardags     | Pontus Dahlblom      | lövész               |
| Németország        | PowerOfEvil | Tristan Schrage      | középső ösvény       |
| Lengyelország      | Kikis       | Mateus Szkudlarek    | csere/dzsungel       |
| Franciaország      | Eika        | Jérémy Valdenaire    | csere/középső ösvény |
| Lengyelország      | Tuki        | Łukasz Kulpa         | lövész               |
| Németország        | Sheepy      | Fabian Mallant       | csere/dzsungel       |
| Németország        | Aniki       | Taner Orta           | csere/középső ösvény |
| Egyesült Királyság | Dan         | Daniel Hockley       | dzsungel             |
| Magyarország       | Xodiaz      | Tóth Viktor          | Alsó Ösvény          |

### Kölcsön- és ideiglenes cserejátékosok
| kölcsönjátékosok   | kölcsönjátékosok | kölcsönjátékosok | kölcsönjátékosok | kölcsönjátékosok | kölcsönjátékosok                                  |
| Nemzetiség         | ID               | Név              | Pozíció          | Csapat           | Időtartam                                         |
| ------------------ | ---------------- | ---------------- | ---------------- | ---------------- | ------------------------------------------------- |
| Franciaország      | Djoko            | Charly Guillard  | dzsungel         | Millenium        | 2016 EU LCS Spring Round Robin – 3. hét           |
| ideiglenes cserék  |                  |                  |                  |                  |                                                   |
| Nemzetiség         | ID               | Név              | Pozíció          | Helyén           | Bajnokság                                         |
| Svédország         | Flaxxish         | Olof Medin       | felső ösvény     | Vizicsacsi       | FACEIT Challenger Invitational 3 – elődöntő       |
| Egyesült Királyság | Sir Scott        | Scott Sidney     | lövész           | Vardags          | 2014 EU Challenger Series Summer #1 – negyeddöntő |
| Németország        | Gilius           | Berk Demir       | dzsungel         | Dan              | 2014 EU Challenger Series Summer Playoffs         |

## Eredményeik
| elsőrendű versenyeken | elsőrendű versenyeken | elsőrendű versenyeken | elsőrendű versenyeken                      | elsőrendű versenyeken | elsőrendű versenyeken | elsőrendű versenyeken |
| Dátum                 |                       | Hely.                 | Esemény                                    | Eredmény              | Eredmény              | Pénzdíj               |
| --------------------- | --------------------- | --------------------- | ------------------------------------------ | --------------------- | --------------------- | --------------------- |
| 2017. szeptember 9.   | LCS                   | 3.                    | 2017 Europe Regional Finals                | 2:3                   | H2k-Gaming            | –                     |
| 2017. augusztus 19.   | LCS                   | 5–6.                  | 2017 EU LCS Summer Playoffs                | 0:3                   | Misfits Gaming        | 10 000€               |
| 2017. augusztus 13.   | LCS                   | 3–4.                  | 2017 EU LCS Summer Split (B csoport)       | 9–4                   | csoportkör            | –                     |
| 2017. április 23.     | LCS                   | 2.                    | 2017 EU LCS Spring Playoffs                | 1:3                   | G2 Esports            | –                     |
| 2017. április 2.      | LCS                   | 1.                    | 2017 EU LCS Spring Split (B csoport)       | 11–2                  | csoportkör            | –                     |
| 2017. február 25.     | IEM                   | 5/6.                  | IEM XI World Championship                  | 0:2                   | G2 Esports            | 7 000US$              |
| 2016. november 20.    | IEM                   | 1.                    | Intel Extreme Masters Season XI – Oakland  | 3:2                   | Flash Wolves          | 50 000US$             |
| 2016. szeptember 5.   | Riot                  | 2.                    | 2016 Season Europe Regional Qualifiers     | 2:3                   | Splyce                | –                     |
| 2016. augusztus 27.   | LCS                   | 4.                    | 2016 EU LCS Summer Playoffs                | 1:3                   | H2k-Gaming            | 10 000US$             |
| 2016. augusztus 1.    | LCS                   | 6.                    | 2016 EU LCS Summer Round Robin             | 6–5–7                 | csoportkör            | –                     |
| 2016. április 3.      | LCS                   | 5/6.                  | 2016 EU LCS Spring Playoffs                | 0:3                   | Origen                | –                     |
| 2016. március 18.     | LCS                   | 5.                    | 2016 EU LCS Spring Round Robin             | 10–8                  | csoportkör            | –                     |
| 2015. november 21.    | IEM                   | 5/6.                  | Intel Extreme Masters Season X – San Jose  | 0:2                   | Counter Logic Gaming  | 2000US$               |
| 2015. augusztus 31.   | Riot                  | 2.                    | 2015 Season Europe Regional Qualifiers     | 0:3                   | Origen                | –                     |
| 2015. augusztus 22.   | LCS                   | 4.                    | 2015 EU LCS Summer Playoffs                | 0:3                   | H2k-Gaming            | 10 000US$             |
| 2015. július 24.      | LCS                   | 4.                    | 2015 EU LCS Summer Round Robin             | 9–9                   | csoportkör            | –                     |
| 2015. április 19.     | LCS                   | 2.                    | 2015 EU LCS Spring Playoffs                | 2:3                   | Fnatic                | 25 000US$             |
| 2015. március 27.     | LCS                   | 5.                    | 2015 EU LCS Spring Round Robin             | 9–9                   | csoportkör            | –                     |
| 2014. december 7.     | IEM                   | 2.                    | Intel Extreme Masters Season IX – San Jose | 0:3                   | Cloud9                | 11 000US$             |
| 2014. szeptember 11.  | LCS                   | Q                     | 2015 EU LCS Spring Promotion               | 3:2                   | Millenium             | –                     |
| 2014. augusztus 7.    | CS                    | 3.                    | 2014 EU Challenger Series Summer Playoffs  | 3:0                   | Ninjas in Pyjamas     | 8000US$               |
| 2014. július 11.      | CS                    | 5–8.                  | 2014 EU Challenger Series Summer #2        | 0:2                   | Ninjas in Pyjamas     | 1250US$               |
| 2014. május 29.       | CS                    | 5–8.                  | 2014 EU Challenger Series Summer #1        | 0:2                   | Ninjas in Pyjamas     | 1250US$               |

| másodrendű versenyeken | másodrendű versenyeken | másodrendű versenyeken               | másodrendű versenyeken | másodrendű versenyeken | másodrendű versenyeken | másodrendű versenyeken |
| Dátum                  | Hely.                  | Esemény                              | Eredmény               | Eredmény               | Pénzdíj                |                        |
| ---------------------- | ---------------------- | ------------------------------------ | ---------------------- | ---------------------- | ---------------------- | ---------------------- |
| 2014. szeptember 4.    | 2.                     | 2014 Black Monster Cup Europe Fall   | 1:2                    | SK Gaming Prime        | 3500€                  |                        |
| 2014. július 16.       | 2.                     | Dailymotion Challenger Cup           | 1:3                    | SK Gaming Prime        | 2000€                  |                        |
| 2014. május 27.        | 3.                     | 2014 Black Monster Cup Europe Summer | 2:0                    | Gamers2                | 1750€                  |                        |
| 2014. április 21.      | 1.                     | Insomnia51 Spring 2014               | 3:2                    | Reign eSports          | 2500£                  |                        |

| harmadrendű, illetve havi és heti versenyeken | harmadrendű, illetve havi és heti versenyeken | harmadrendű, illetve havi és heti versenyeken | harmadrendű, illetve havi és heti versenyeken | harmadrendű, illetve havi és heti versenyeken | harmadrendű, illetve havi és heti versenyeken | harmadrendű, illetve havi és heti versenyeken |
| Dátum                                         | Hely.                                         | Esemény                                       | Eredmény                                      | Eredmény                                      | Pénzdíj                                       |                                               |
| --------------------------------------------- | --------------------------------------------- | --------------------------------------------- | --------------------------------------------- | --------------------------------------------- | --------------------------------------------- | --------------------------------------------- |
| 2014. július 27.                              | 3–4.                                          | FACEIT Challenger Invitational 3              | 0:2                                           | Reason Gaming                                 | 300US$                                        |                                               |
| 2014. június 4.                               | 1.                                            | Go4LoL EU West Monthly Final April 2014       | 2:1                                           | Celadon Sports                                | €500                                          |                                               |
| 2014. április 30.                             | 1.                                            | Go4LoL EU West Monthly Final March 2014       | 2:0                                           | PENTA Sports                                  | 500€                                          |                                               |
| 2014. április 28.                             | 3–4.                                          | Challenger FaceOff                            | 0:2                                           | Gamers2                                       | 350US$                                        |                                               |
| 2014. április 24.                             | 1.                                            | Challenger FaceOff Challenge #3               | 3:2                                           | n!faculty                                     | 200US$                                        |                                               |
| 2014. április 6.                              | 1.                                            | Go4LoL EU West #188                           | 1:0                                           | A for Aria                                    | 300€                                          |                                               |
| 2014. március 23.                             | 1.                                            | Go4LoL EU West #186                           | 1:0                                           | Ripuli Rambot                                 | 300€                                          |                                               |
| 2014. február 26.                             | 1.                                            | Go4LoL EU West Monthly Final January 2014     | 2:0                                           | Eyes on U                                     | 500€                                          |                                               |
| 2014. február 23.                             | 1.                                            | Go4LoL EU West #182                           | 1:0                                           | PENTA Sports                                  | 300€                                          |                                               |
| 2014. február 16.                             | 2.                                            | Go4LoL EU West #181                           | 0:1                                           | Team404                                       | 150€                                          |                                               |
| 2014. január 26.                              | 2.                                            | Go4LoL EU West #178                           | 0:1                                           | TKT LF Sponsors                               | 150€                                          |                                               |
| 2014. január 19.                              | 2.                                            | Go4LoL EU West #177                           | 0:1                                           | PENTA Sports                                  | 150€                                          |                                               |